# 中国革命之歌
中国革命之歌，中国三部大型音乐舞蹈史诗中的第二部，创作于1984年，是为庆祝建国35周年，由在当时党和国家领导人邓小平和胡耀邦等指示和直接过问下创作的。为完成该作品，一共从省区和解放军各总部的68个文艺单位抽调了逾1300位创作人员、演员，集中了乔羽、谷建芬、施光南等著名词曲作家和李谷一、彭丽媛、殷秀梅、程志、刘维维等著名歌唱家。
这部史诗全部音乐23段，有歌曲的21段。避免和《东方红》重复，在21首歌曲中，有15首为新创作歌曲。大量的重新创作削弱了革命传统歌曲的支持，但也产生了一批新的好作品。
为了演出《中国革命之歌》，在北京总政歌舞团排练场基础上新建的中国第一座现代化的大型歌舞剧院——中国剧院，被列为八十年代北京“十大建筑”之一。

## 历史
1982年，由中央军委主席邓小平的倡议，在中共中央总书记胡耀邦的赞同与支持下，由中共中央书记处于10月4日作出创作《中国革命之歌》的决定，继而展开创作和组织工作。

## 节目单
除序幕与尾声之外的部分反映的历史，囊括了1840年鸦片战争至1984年共145年的历史，历史跨度极大，但主要篇幅为中共成立后的64年间的历史。
序幕：祖国晨曲。
第一场：五四运动到建立中国共产党。
- 第一段：苦难的中国（朗诵，舞蹈《流民图》，歌曲《望神州》）
- 第二段：五四运动（朗诵，歌曲《五四青年进行曲》，舞蹈《五四运动舞》）
- 第三段：中国共产党的诞生（朗诵，歌曲《南湖的船，党的摇篮》）

第二场：北伐到井冈山。概括了北伐战争，四一二政变，南昌起义，井冈山会师的史实。
- 第一段：北伐的号角（朗诵，舞蹈《北伐进军》，歌曲《打倒列强》，歌舞《黄鹤楼下的提灯会》，歌曲《观灯》）
- 第二段：四一二政变（朗诵，歌曲《妈妈就要离去》）
- 第三段：南昌起义（朗诵）
- 第四段：井冈山会师（朗诵，歌舞《杜鹃花》，歌曲《井冈杜鹃红》）

第三场：长征到解放战争，概括了长征，抗日战争，中共“七大”召开，解放战争的史实。
- 第一段：长征（朗诵，舞蹈《红军不怕远征难》，歌曲《雪山上有颗明亮的星》）
- 第二段：游击战（朗诵，歌曲《游击军歌》，舞蹈《游击队舞》，歌曲《大刀进行曲》）
- 第三段：“七大”（朗诵，歌曲《欢庆“七大”》）
- 第四段：解放战争（朗诵，舞蹈《进军舞》、《渡江舞》）。

第四场：建立新中国到粉碎“四人帮”。
- 第一段：开国大典（朗诵，歌曲《中华人民共和国国歌》，舞蹈《各民族组舞》及藏族舞伴唱《金色的凤凰降落在西藏》）
- 第二段：粉碎“四人帮”（朗诵，舞蹈《白花舞》）

第五场：中共十一届三中全会到中共十二大。概括了中共十一届三中全会后的历史。
- 第一段：中共十一届三中全会（朗诵，歌曲《迎接中华新的崛起》）
- 第二段：春回大地（歌舞《春回大地》，歌曲《春风春雨》、《彩虹》）
- 第三段：创业者之歌（舞蹈《创业者之歌》，歌曲《创业者之歌》）
- 第四段：科学的春天（朗诵，歌曲《科学家的心愿》）
- 第五段：海底焊花（朗诵，舞蹈《海底焊花》）
- 第六段：幸福的儿童（朗诵，歌曲《我们是共产主义的接班人》）
- 第七段：祖国的钢铁长城（朗诵）

尾声：朗诵，歌曲《向着光辉灿烂的未来前进》。